# 諾蘭·索提喬
諾蘭·索提喬（Nolan Andres Sotillo，1994年10月2日—）是美國的一位演員和歌手。他在福斯廣播公司電視劇永遠的紅手帶中扮演Jordi Palacios。